# Plas Newydd (Llangollen)

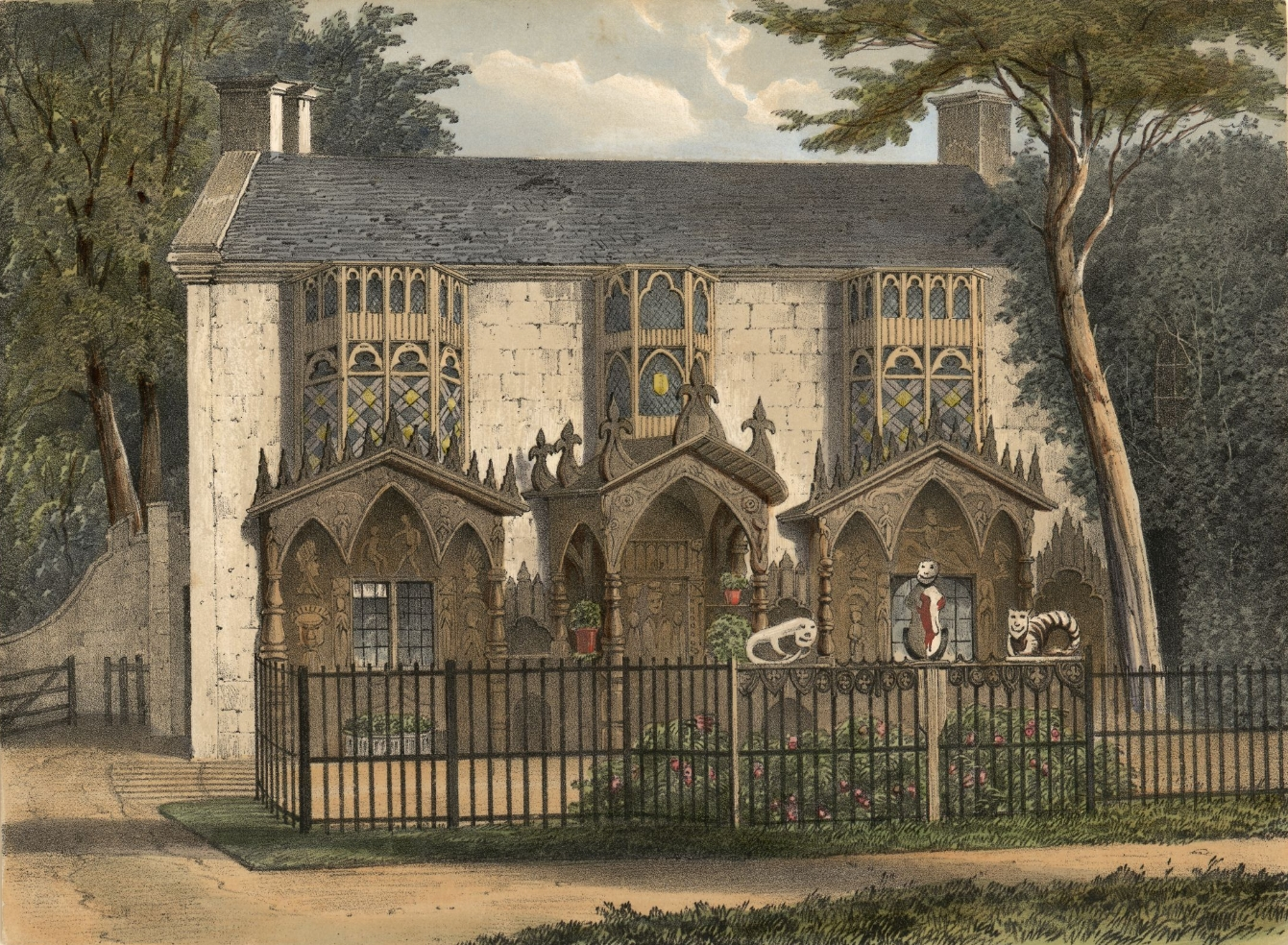
Plas Newydd. 1840. Walton,W.L., fl. 1834-1855, gravador.

Plas Newydd (gal·lès: "residència nova" o "mansió nova") és una casa històrica a la localitat de Llangollen, Denbighshire, Gal·les. Fou la casa de les Senyoretes de Llangollen -Lady Eleanor Butler i Sarah Ponsonby- durant gairebé 50 anys. Avui és un museu gestionat pel Denbighshire County Council.

## Història
Plas Newydd és coneguda com la casa on dues senyores irlandeses, Lady Eleanor Butler i Sarah Ponsonby (les Senyoretes de Llangollen) es van escapar i es posaren a viure juntes a finals del segle xviii, escandalitzant la societat britànica de l'època. Tot i que al principi van ser excloses per les seves famílies, les senyoretes i el seu estil de vida poc convencional van ser gradualment acceptades, i la seva casa va ser visitada per moltes persones famoses com Robert Southey, William Wordsworth, Caroline Lamb i Sir Walter Scott, el Duc de Wellington i l'industrial Josiah Wedgwood.
Les senyoretes van ampliar i millorar tant la casa com el jardí, afegint-hi molts elements d'estil gòtic.
Després de llur mort els anys 1829 i 1831, la propietat passà per diverses mans i va experimentar un seguit de canvis. El general John Yorke va afegir-li els característics elements blancs i negres a l'exterior i va omplir l'interior amb rareses provinents de tot el món. El 1932 la casa va ser adquirida pel Llangollen Urban District Council i actualment és un museu.